# 哈麻
哈麻（？—1356年），又称哈玛尔，元朝大臣，字士廉，回回康里人，元顺帝时中书左丞相。他的父亲叫秃鲁，母亲是元宁宗懿璘质班的乳母。
哈麻早年与弟雪雪充顺帝宿卫，有口才，深受顺帝宠幸，元顺帝经常在内殿与哈麻同玩双陸这种赌博游戏，君臣关系格外融洽。他与其妹婿秃鲁帖木儿阴进顺帝房中术（雙身法），君臣宣淫，丑不堪闻。因恃势谋害大臣脱脱，贬南安。历任礼部尚书、同知枢密院事。转而趋附丞相脱脱，升中书右丞，与左丞相太平等结怨。至正九年（1349年），被弹劾，以欺君受贿罪削官。后脱忽思皇后庇护，劾奏者被禁锢。不久太平等获罪，脱脱复执政，他再被宠用。
至正十二年（1352年），复为中书添设右丞。至正十三年（1353年），任中书右丞，后因与脱脱亲信汝中柏有隙，被脱脱贬官，出为宣政院使。自此对脱脱变亲为仇。
至正十四年（1354年），脱脱领大军讨高邮张士诚，他乘间又复为中书平章政事。进而挑拨奇皇后、太子爱猷识理达腊、顺帝与脱脱关系。指使别人奏劾脱脱兄弟罪恶，劳师费财，致使脱脱免职贬逐而死，国家大权悉集其手。
至正十五年（1355年），任中书左丞相，其弟雪雪为御史大夫。至正十六年（1356年），与其弟雪雪密谋奉皇太子践位，事发，兄弟二人俱被杖杀。

## 延伸阅读
[在维基数据编辑]
 《元史·卷205》，出自宋濂《元史》
 《新元史/卷224》，出自柯劭忞《新元史》